# Connessone

Schema di un connessone

Il connessone è una struttura proteica con funzioni di canale ionico che contribuisce a formare le giunzioni comunicanti esistenti tra le cellule. Il canale viene a formarsi per l'accoppiamento di connessoni presenti nella membrana cellulare di due cellule adiacenti.

## Struttura
Risulta essere costituito da 6 subunità proteiche disposte ad esagono, chiamate connessine, che formano al centro un canale permeabile all'acqua, a ioni caricati positivamente e a molecole di dimensioni fino a 1,5 nm e di massa fino a 1 kDa che possono, attraverso questo canale, passare da una cellula all'altra. Non possono invece passare molecole più grandi e più pesanti, nonché gli ioni caricati negativamente.
Il canale esiste in due conformazioni reversibili, una aperta e una chiusa, e il passaggio tra le due avviene tramite fosforilazione.

## Variabilità genetica
Dato che nell'essere umano esistono venti geni che codificano per venti diversi tipi di connessina, i connessoni possono essere formati dalla stessa proteina ("omomeri") o da proteine diverse ("eteromeri"). Inoltre il connessone di una cellula può accoppiarsi con quello di un'altra cellula in conformazione identica ("omotipica") o differente ("eterotipica"). Questa variabilità può portare a una selettività per determinati ioni e molecole e all'apertura e chiusura del canale sulla base di segnali intracellulari specifici.

## Localizzazione
I connessoni sono presenti in molti tipi cellulari. A livello delle sinapsi nervose e della giunzione neuromuscolare permettono il passaggio del potenziale d'azione, mentre nel follicolo ovarico mediano il segnale tra ovulo e cellule della granulosa. Sono presenti inoltre negli osteociti e nelle cellule del turnover osseo (osteoblasti e osteoclasti), negli astrociti e a livello della retina nei fotorecettori.